# Lijst van voetbalinterlands Costa Rica - Rusland
Deze lijst van voetbalinterlands is een overzicht van alle officiële voetbalwedstrijden tussen de nationale teams van Costa Rica en Rusland. De landen hebben tot op heden een keer tegen elkaar gespeeld. Dat was een vriendschappelijke wedstrijd in Krasnodar op 9 oktober 2016.

## Wedstrijden
| № | Plaats    | Datum          | Competitie        | Wedstrijd            | Uitslag |
| - | --------- | -------------- | ----------------- | -------------------- | ------- |
| 1 | Krasnodar | 9 oktober 2016 | Vriendschappelijk | Rusland − Costa Rica | 3 − 4   |

## Samenvatting
| Competitie        | Totaal gespeeld | Winst Costa Rica | Gelijk | Winst Rusland | Doelsaldo Costa Rica – Rusland |
| ----------------- | --------------- | ---------------- | ------ | ------------- | ------------------------------ |
| Vriendschappelijk | 1               | 1                | 0      | 0             | 4 − 3                          |
| Totaal            | 1               | 1                | 0      | 0             | 4 − 3                          |

Wedstrijden bepaald door strafschoppen worden, in lijn met de FIFA, als een gelijkspel gerekend.

## Details

### Eerste ontmoeting
| Vriendschappelijk (Krasnodar, Rusland, 9 oktober 2016): |              | |
| Rusland | 3 – 4        | Costa Rica |
| Aleksandr Samedov 21' Artjom Dzjoeba 48' Artjom Dzjoeba 61' | goals        | 23' Randall Azofeifa 29' Bryan Ruiz 45' (e.d.) Vasili Berezoetski 90' (pen.) Joel Campbell                                                                                                 |
| Stanislav Tsjertsjesov | bondscoach   | Óscar Ramírez |
| Soslan Dzhanaev Vasili Berezoetski Igor Smolnikov Ilya Kutepov Roman Zobnin Oleg Sjatov 56' Aleksandr Samedov 88' Sergey Petrov Joeri Gazinski Aleksandr Erokhin 82' Artjom Dzjoeba 89'                                    | opstellingen | Keylor Navas Giancarlo González 69' Johnny Acosta Francisco Calvo José Salvatierra 78' Celso Borges 75' Ronald Matarrita 66' Randall Azofeifa 70' Bryan Ruiz Johan Venegas 70' Marco Ureña |
| Dmitry Poloz 56' Joeri Zjirkov 82' Magomed Ozdoev 88' Maksim Kanoennikov 89' Aleksandr Belenov Stanislav Kritsyuk Andrei Semyonov Roman Shishkin Georgi Sjtsjennikov Ivan Novoseltsev Pavel Mogilevets Aleksej Mirantsjoek | wissels      | 66' Yeltsin Tejeda 69' Kendall Waston 70' Rodney Wallace 70' Joel Campbell 75' Bryan Oviedo 78' David Guzmán Esteban Alvarado Patrick Pemberton Michael Umaña Jhamir Ordián Yendrick Ruiz  |
| Igor Smolnikov 85' | gele kaarten | 45' Johan Venegas 77' Joel Campbell |
| - Debuut van Soslan Dzhanayev (FK Rostov) voor Rusland. |              | |